# Resolutie 376 Veiligheidsraad Verenigde Naties
Resolutie 376 van de Veiligheidsraad van de Verenigde Naties werd aangenomen op 17 oktober 1975. De Veiligheidsraad beval de Comoren aan voor VN-lidmaatschap.

## Achtergrond
In 1975 werd de onafhankelijkheid van de Comoren uitgeroepen. De Comoren waren voorheen een Franse kolonie.

## Inhoud
De Veiligheidsraad had de aanvraag van de Comoren bestudeerd, en beval de Algemene Vergadering aan om de Comoren toe te laten als VN-lidstaat.

## Verwante resoluties
- Resolutie 374 Veiligheidsraad Verenigde Naties (Mozambique)
- Resolutie 375 Veiligheidsraad Verenigde Naties (Papoea-Nieuw-Guinea)
- Resolutie 382 Veiligheidsraad Verenigde Naties (Suriname)
- Resolutie 394 Veiligheidsraad Verenigde Naties (Seychellen)

Lijst ·  367 ·  368 ·  369 ·  370 ·  371 ·  372 ·  373 ·  374 ·  375 ·  376 ·  377 ·  378 ·  379 ·  380 ·  381 ·  382 ·  383 ·  384